# Latiaxis
Latiaxis là một chi ốc biển kích thước trung bình-nhỏ, là động vật thân mềm chân bụng sống ở biển trong họ Muricidae

## Các loài
Các loài trong chi Latiaxis gồm:
- Latiaxis bernardi K. Nicolay, 1984[3]
- Latiaxis hayashii Shikama, 1966
- Latiaxis mawae (Gray in Griffith & Pidgeon, 1834)
- Latiaxis pilsbryi Hirase, 1908

Species mentioned in ITIS
- Latiaxis costatus (Blainville, 1832) - California coralsnail[4]
- Latiaxis dalli (Emerson and D'Attilio, 1963)[4]
- Latiaxis juliae Clench and Aquayo, 1939[4]
- Latiaxis kincaidi Dall, 1919[4]
- Latiaxis mansfieldi (McGinty, 1940)[4]

The Indo-Pacific Molluscan Database also adds the following species with names in current use
- Latiaxis latipinnatus Azuma, 1961

Species from New Zealand
- Latiaxis lischkeanus (Dunker, 1882) [6]

Đồng nghĩa
- Latiaxis armatus G.B. Sowerby III, 1912: đồng nghĩa của Babelomurex armatus (G.B. Sowerby III, 1912)
- Latiaxis babelis (Requien, 1849) and Latiaxis cariniferus (Sowerby G.B. I, 1834) are synonyms for Babelomurex cariniferus (Sowerby, 1834)[7]
- Latiaxis benoiti (Tiberi, 1855): đồng nghĩa của Babelomurex benoiti (Tiberi, 1855)
- Latiaxis cariniferoides Shikama, 1966: đồng nghĩa của Babelomurex cariniferoides (Shikama, 1966)
- Latiaxis cariniferus (Sowerby G.B. I, 1834): đồng nghĩa của Babelomurex cariniferus (Sowerby, 1834)
- Latiaxis castaneocinctus Kosuge, 1980: đồng nghĩa của Babelomurex princeps (Melvill, 1912)
- Latiaxis chiangi Lan, 1982: đồng nghĩa của Coralliophila abnormis (E.A. Smith, 1878)
- Latiaxis couturieri Jousseaume, 1898: đồng nghĩa của Babelomurex couturieri (Jousseaume, 1898)
- Latiaxis echinatus Azuma, 1960: đồng nghĩa của Babelomurex echinatus (Azuma, 1960)
- Latiaxis elstoni Barnard, 1962: đồng nghĩa của Toxiclionella elstoni (Barnard, 1962)
- Latiaxis fearnleyi Emerson & D'Attilio, 1965: đồng nghĩa của Coralliophila fearnleyi (Emerson & D'Attilio, 1965)
- Latiaxis fenestratus Kosuge, 1980: đồng nghĩa của Babelomurex wormaldi (Powell, 1971)
- Latiaxis filiaregis Kurohara, 1959: đồng nghĩa của Hirtomurex filiaregis (Kurohara, 1959)
- Latiaxis fruticosus Kosuge, 1979: đồng nghĩa của Babelomurex fruticosus (Kosuge, 1979)
- Latiaxis gemmatus Shikama, 1966: đồng nghĩa của Babelomurex diadema (A. Adams, 1854)
- Latiaxis helenae Azuma, 1973: đồng nghĩa của Babelomurex fusiformis (Martens, 1902)
- Latiaxis jeanneae D'Attilio & Myers, 1984: đồng nghĩa của Babelomurex spinosus (Hirase, 1908)
- Latiaxis kanamarui Shikama, 1978: đồng nghĩa của Babelomurex indicus (E.A. Smith, 1899)
- Latiaxis kawanishii Kosuge, 1979: đồng nghĩa của Babelomurex kawanishii (Kosuge, 1979)
- Latiaxis kieneri Hidalgo, 1904: đồng nghĩa của Babelomurex indicus (E.A. Smith, 1899)
- Latiaxis kiranus Kuroda, 1959: đồng nghĩa của Babelomurex indicus (E.A. Smith, 1899)
- Latiaxis macutanica Kosuge, 1979: đồng nghĩa của Babelomurex diadema (A. Adams, 1854)
- Latiaxis mamimarumai Kosuge, 1981: đồng nghĩa của Mipus mamimarumai (Kosuge, 1981)
- Latiaxis marumai Habe & Kosuge, 1970: đồng nghĩa của Babelomurex marumai (Habe & Kosuge, 1970)
- Latiaxis mediopacificus Kosuge, 1979: đồng nghĩa của Babelomurex mediopacificus (Kosuge, 1979)
- Latiaxis michikoae Shikama, 1978: đồng nghĩa của Babelomurex indicus (E.A. Smith, 1899)
- Latiaxis multispinosus Shikama, 1966: đồng nghĩa của Babelomurex spinosus (Hirase, 1908)
- Latiaxis nakamigawai Kuroda, 1959: đồng nghĩa của Babelomurex nakamigawai (Kuroda, 1959)
- Latiaxis nakayasui Shikama, 1970: đồng nghĩa của Babelomurex nakayasui (Shikama, 1970)
- Latiaxis princeps[8]: đồng nghĩa của Babelomurex princeps (Melvill, 1912)
- Latiaxis purpuraterminus Kosuge, 1979: đồng nghĩa của Babelomurex purpuraterminus (Kosuge, 1979)
- Latiaxis sallei Jousseaume, 1884: đồng nghĩa của Babelomurex japonicus (Dunker, 1882)
- Latiaxis scobina Kilburn, 1973: đồng nghĩa của Hirtomurex winckworthi (Fulton, 1930)
- Latiaxis sentix (Bayer, 1971): đồng nghĩa của Babelomurex sentix (Bayer, 1971)
- Latiaxis shingomarumai Kosuge, 1981: đồng nghĩa của Babelomurex shingomarumai (Kosuge, 1981)
- Latiaxis sibogae Schepman, 1911: synonym of Pazinotus sibogae (Schepman, 1911)
- Latiaxis spinosus Hirase, 1908: đồng nghĩa của Babelomurex spinosus (Hirase, 1908)
- Latiaxis teramachii Kuroda, 1959: đồng nghĩa của Hirtomurex teramachii (Kuroda, 1959)
- Latiaxis tortilis A. Adams, 1867: đồng nghĩa của Mipus gyratus (Hinds, 1844)
- Latiaxis tortuosus Azuma, 1961: đồng nghĩa của Mipus tortuosus (Azuma, 1961)
- Latiaxis tosanus Hirase, 1908: đồng nghĩa của Babelomurex tosanus (Hirase, 1908)
- Latiaxis translucida Kosuge, 1981: đồng nghĩa của Hirtomurex winckworthi (Fulton, 1930)
- Latiaxis tuberosus Kosuge, 1980: đồng nghĩa của Babelomurex tuberosus (Kosuge, 1980)
- Latiaxis tumidus Kosuge, 1980: đồng nghĩa của Babelomurex tumidus (Kosuge, 1980)
- Latiaxis winckworthi Fulton, 1930: đồng nghĩa của Hirtomurex winckworthi (Fulton, 1930)
- Latiaxis wormaldi Powell, 1971 [9]: đồng nghĩa của Babelomurex wormaldi (Powell, 1971)